# Anyphaena gibbosa
Anyphaena gibbosa là một loài nhện trong họ Anyphaenidae.
Loài này thuộc chi Anyphaena. Anyphaena gibbosa được Octavius Pickard-Cambridge miêu tả năm 1896.